# Мурова, Людмила Анатольевна
Людми́ла Анато́льевна Му́рова (; род. 27 октября 1946) — российская кёрлингистка, тренер, спортивный функционер, предприниматель.
Мастер спорта России международного класса.
Вице-президент Федерации кёрлинга России.
Входит в состав специалистов подготовки сборных команд России по кёрлингу.

## Команды
| Сезон   | Четвёртый           | Третий             | Второй             | Первый              | Запасной                                 | Турниры                               |
| ------- | ------------------- | ------------------ | ------------------ | ------------------- | ---------------------------------------- | ------------------------------------- |
| 2009—10 | Татьяна Зайцева     | Надежда Зяблова    | Любовь Озерова     | Лариса Письменова   | Людмила Мурова тренер: Ефим Жиделев      | ЧМВ 2010 (8 место)                    |
| 2010—11 | Надежда Зяблова     | Любовь Озерова     | Людмила Мурова     | Лариса Письменова   | Наталья Ильенкова                        | ЧМВ 2011 (9 место)                    |
| 2011—12 | Людмила Мурова      | Антонина Трефилова | Наталья Ильенкова  | Лариса Письменова   |                                          | ЧМВ 2012 (13 место)                   |
| 2012—13 | Людмила Мурова      | Антонина Трефилова | Наталья Ильенкова  | Лариса Письменова   | тренер: Сергей Нарудинов                 | ЧМВ 2013 (14 место)                   |
| 2013—14 | Людмила Мурова      | Наталья Ильенкова  | Антонина Трефилова | Лариса Письменова   | Екатерина Приемская                      | ЧМВ 2014 (14 место)                   |
| 2014—15 | Татьяна Смирнова    | Ирина Колесникова  | Наталья Ильенкова  | Людмила Мурова      | Екатерина Приемская тренер: Вадим Раев   | ЧМВ 2015 (11 место)                   |
| 2015—16 | Татьяна Смирнова    | Ирина Колесникова  | Наталья Ильенкова  | Людмила Мурова      | Екатерина Приемская тренер: Вадим Раев   | ЧМВ 2016 (9 место)                    |
| 2016—17 | Татьяна Смирнова    | Ирина Колесникова  | Наталья Ильенкова  | Людмила Мурова      | Екатерина Приемская тренер: Вадим Раев   | ЧМВ 2017 (6 место)                    |
| 2016—17 | Екатерина Приемская | Наталья Ильенкова  | Людмила Мурова     | Татьяна Смирнова    | Людмила Костылева                        | ЧРЖ 2017 (20 место; 10 место гр. «Б») |
| 2017—18 | Татьяна Смирнова    | Ирина Колесникова  | Наталья Ильенкова  | Екатерина Приемская | Людмила Мурова тренер: Александр Бадилин | ЧМВ 2018 (10 место)                   |
| 2018—19 | Татьяна Смирнова    | Ирина Колесникова  | Наталья Ильенкова  | Екатерина Приемская | Людмила Мурова тренер: Яна Некрасова     | ЧМВ 2019 (11 место)                   |

(скипы выделены полужирным шрифтом)

## Частная жизнь
Замужем, муж — Евгений Муров, экс-директор Федеральной службы охраны Российской Федерации. Сын — Андрей Муров (председатель правления ПАО «ФСК ЕЭС»).